# Ilustración botánica

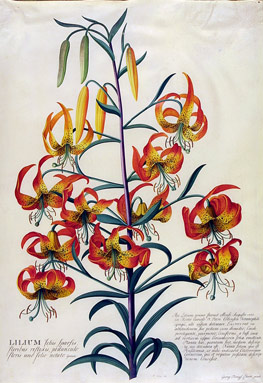
Ilustración botánica del martagón de Virginia (Lilium superbum) por Georg Dionysius Ehret (1750-3), acuarela y gouache sobre vitela, en el Museo de Victoria y Alberto
(nº D.589-1886).

La ilustración botánica es el arte de representar la forma, el color y los detalles de las plantas. Antes de la invención de la fotografía las ilustraciones botánicas eran la única forma de tener registro de las plantas. Deben ser científicamente precisos, pero a menudo también tienen un componente artístico y pueden imprimirse con una descripción botánica en libros, revistas y otros medios o venderse como una obra de arte. A menudo compuesto en consulta con un autor científico, su creación requiere una comprensión de la morfología de la planta y el acceso a muestras y referencias.

## Historia
Los primeros herbarios y farmacopeas de muchas culturas han incluido la representación de plantas. Esto estaba destinado a ayudar a la identificación de una especie, generalmente con algún propósito medicinal. El primer trabajo botánico ilustrado que sobrevive es el Codex vindobonensis. Es una copia de De Materia Medica de Dioscórides, y fue hecha en el año 512 para Juliana Anicia, hija del antiguo emperador romano occidental Olibrio. El problema de describir con precisión las plantas entre regiones e idiomas, antes de la introducción de la taxonomía, era potencialmente peligroso para las preparaciones medicinales. La baja calidad de impresión de los primeros trabajos a veces presenta dificultades para identificar las especies representadas.   
Cuando los sistemas de nomenclatura botánica comenzaron a publicarse, la necesidad de un dibujo o pintura se volvió opcional. Sin embargo, fue en este momento que la profesión de ilustrador botánico comenzó a surgir. El siglo XVIII vio muchos avances en los procesos de impresión, y las ilustraciones se hicieron más precisas en color y detalle. El creciente interés de botánicos aficionados, jardineros e historiadores de la naturaleza proporcionó un mercado para publicaciones botánicas; Las ilustraciones aumentaron el atractivo y la accesibilidad de estas al lector general. Las guías de campo, Floras, catálogos y revistas producidas desde esta época han seguido incluyendo ilustraciones. El desarrollo de placas fotográficas no ha dejado obsoleta la ilustración, a pesar de las mejoras en la reproducción de fotografías en materiales impresos. Un ilustrador botánico puede crear un compromiso de precisión, una imagen idealizada de varias muestras y la inclusión de la cara y el reverso de las características como las hojas. Además, los detalles de las secciones se pueden dar a escala ampliada e incluir alrededor de los márgenes alrededor de la imagen.

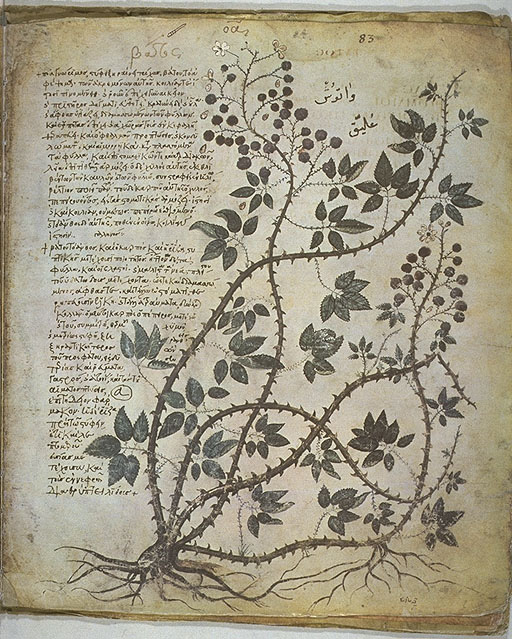
Morera ilustrada en el Dioscórides de Viena.

La ilustración botánica es una característica de muchos libros notables sobre plantas, una lista de estos incluiría: 
- Dioscórides de Viena
- Botanical Magazine
- Flora graeca
- The Banksias
- The Cactaceae
- Köhler's Medizinal-Pflanzen
- Códice De la Cruz-Badiano

Recientemente se ha producido un «renacimiento» en el arte e ilustración botánicos. Las organizaciones dedicadas a promover esta forma de arte se encuentran en los Estados Unidos (Sociedad Americana de Artistas Botánicos), Reino Unido (Sociedad de Artistas Botánicos), Australia (Sociedad de Arte Botánico de Australia) y Sudáfrica (Asociación de Artistas Botánicos de Sudáfrica), entre otros. Las razones de este resurgimiento son muchas. Además de la necesidad de una ilustración científica clara, las representaciones botánicas continúan siendo una de las formas más populares de «arte mural». Existe un interés creciente en los cambios que ocurren en el mundo natural y en el papel central que juegan las plantas en el mantenimiento de ecosistemas saludables. Se ha desarrollado un sentido de urgencia al registrar la vida vegetal cambiante de hoy para las generaciones futuras. Trabajar en medios entendidos desde hace mucho tiempo proporciona confianza en la conservación a largo plazo de los dibujos, pinturas y grabados. Muchos artistas se sienten atraídos por el trabajo figurativo más tradicional y consideran que la representación de la planta es perfecta. Al trabajar con científicos, conservacionistas, horticultores y galerías locales y de todo el mundo, los ilustradores y artistas de hoy están ampliando los límites de lo que tradicionalmente se ha considerado parte del género.

## Galería
|                                   |
| Flores varias, por Adolphe Millot |

|                                   |
| Frutas varias, por Adolphe Millot |

|                                           |
| (Especie desconocida), por William Curtis |

|                                                                                               |
| Líquenes varios (Cladonia, Sticta, Parmelia Physcia, Hagenia y Melanohalea) por Ernst Haeckel |

|                                               |
| Stereocaulon ramulosum, por Walter Hood Fitch |

|                                             |
| Algas del mar Británico, por Samuel O. Gray |

|                                              |
| Diente de león, por Maurice Pillard Verneuil |

|                                         |
| Variedades de frambuesa, por May Rivers |

|                                         |
| Cannabis sativa, por Franz Eugen Köhler |

|                                |
| Amanita, por Alexandre Ysabeau |

|                                                         |
| Flor de Opuntia deaimbens, por N.L. Britton y J.N. Rose |

|                                        |
| Cocos nucifera, por Franz Eugen Köhler |

|                                                            |
| Flor de Echinocereus fendleri, por Gürke & Vaupel Schumann |

|                                       |
| Olea europaeae por Franz Eugen Köhler |

|               |
| Códice Mexica |

### Ilustradores científicos costarricenses
Algunos ilustradores científicos costarricenses que se han destacado en los últimas décadas son:
- José Fernando Zeledón[7]
- José Fidel Tristán
- Rafael Rodríguez Caballero
- Anabelle Maffioli Reyes
- Sylvia Strigari
- Carlos de la Peña
- Silvia Troyo
- Álvaro Fernández
- Darha Solano

## Lectura complementaria
- De Bray, Lys (2001). The Art of Botanical Illustration: A history of classic illustrators and their achievements. Quantum Publishing, London.
- Blunt, Wilfrid and Stearn, William T. (1994). The Art of Botanical Illustration. Antique Collector's Club, London.
- Morris, Colleen; Louisa Murray: (2016). The Florilegium: the Royal Botanic Gardens Sydney celebrating 200 years: plants of the three gardens of the Royal Botanic Gardens and Domain Trust, The Florilegium Society en el Real Jardín Botánico de Sídney.
- Sherwood, Shirley (2001). A Passion for Plants: Contemporary Botanical Masterworks. Cassell and Co, London.
- Sherwood, Shirley y Rix, Martyn (2008). Treasures of Botanical Art. Real Jardín Botánico de Kew

- Datos: Q3796486
- Multimedia: Botanical illustrations / Q3796486